# LMFA 2015
La LMFA 2015 è la 2ª edizione del campionato di football a 9, organizzato dalla FMFA.

## Squadre partecipanti
| Club                 | Città             | Stadio | Sponsor ufficiale | Risultato nella stagione 2014 |
| -------------------- | ----------------- | ------ | ----------------- | ----------------------------- |
| Fuenlabrada Cuervos  | Fuenlabrada       |        |                   |                               |
| Madrid Capitals      | Madrid            |        |                   |                               |
| Majadahonda Wildcats | Majadahonda       |        |                   |                               |
| Osos de Rivas        | Rivas-Vaciamadrid |        |                   |                               |
| Tres Cantos Jabatos  | Tres Cantos       |        |                   |                               |

## Stagione regolare

### Calendario

#### 1ª giornata
| 13 dicembre 2014, ore 12:00 | Fuenlabrada Cuervos | 15 – 54 | Majadahonda Wildcats |  |

#### 2ª giornata
| 14 febbraio 2015, ore 12:00 | Fuenlabrada Cuervos | 26 – 66 | Tres Cantos Jabatos |  |

#### 3ª giornata
| 21 febbraio 2015, ore 16:00 | Osos de Rivas | 10 – 0 | Madrid Capitals |  |

#### 4ª giornata
| 8 marzo 2015, ore 16:30 | Majadahonda Wildcats | 26 – 14 | Tres Cantos Jabatos |  |

#### 5ª giornata
| 26 aprile 2015, ore 12:00 | Madrid Capitals | 19 – 0 | Fuenlabrada Cuervos |  |

#### 6ª giornata
| 24 maggio 2016, ore 16:00 | Madrid Capitals | 12 – 28 | Tres Cantos Jabatos |  |

#### 7ª giornata
| 30 maggio 2015, ore 16:00 | Tres Cantos Jabatos | 40 – 13 | Osos de Rivas |  |

#### 8ª giornata
| 13 giugno 2015, ore 16:00 | Osos de Rivas | 18 – 14 | Majadahonda Wildcats |  |

#### 9ª giornata
| 1º luglio 2015, ore 12:00 | Fuenlabrada Cuervos | 1 – 0 (a tavolino) | Osos de Rivas |  |

#### 10ª giornata
| 12 settembre 2015, ore 12:00 | Madrid Capitals | 1 – 0 (a tavolino) | Majadahonda Wildcats |  |

### Classifica
La classifica della regular season è la seguente:
- PCT = percentuale di vittorie, G = partite giocate, V = partite vinte,  P = partite perse, PF = punti fatti, PS = punti subiti

| Pos. | Squadra              | PCT  | G | V | N | P | PF  | PS  |
| ---- | -------------------- | ---- | - | - | - | - | --- | --- |
| 1    | Majadahonda Wildcats | .750 | 4 | 3 | 0 | 1 | 95  | 47  |
| 2    | Tres Cantos Jabatos  | .750 | 4 | 3 | 0 | 1 | 148 | 77  |
| 3    | Osos de Rivas        | .500 | 4 | 2 | 0 | 2 | 41  | 55  |
| 4    | Madrid Capitals      | .250 | 4 | 1 | 0 | 3 | 31  | 39  |
| 5    | Fuenlabrada Cuervos  | .250 | 1 | 5 | 0 | 3 | 42  | 139 |

## Verdetti
- Majadahonda Wildcats Campioni della LMFA (1º titolo)